# Majorstuen station
Majorstuen station är en tunnelbanestation i centrala Oslo. Det är den sista gemensamma stationen för alla t-banelinjer på västra sidan av Oslo. Stationen ligger i området Majorstuen i stadsdelen Frogner.
Stationen öppnades 1898 som ändstation för Holmenkollbanen. Detta var den fram till att tunneln till Nationaltheatrets station var klar 1928.

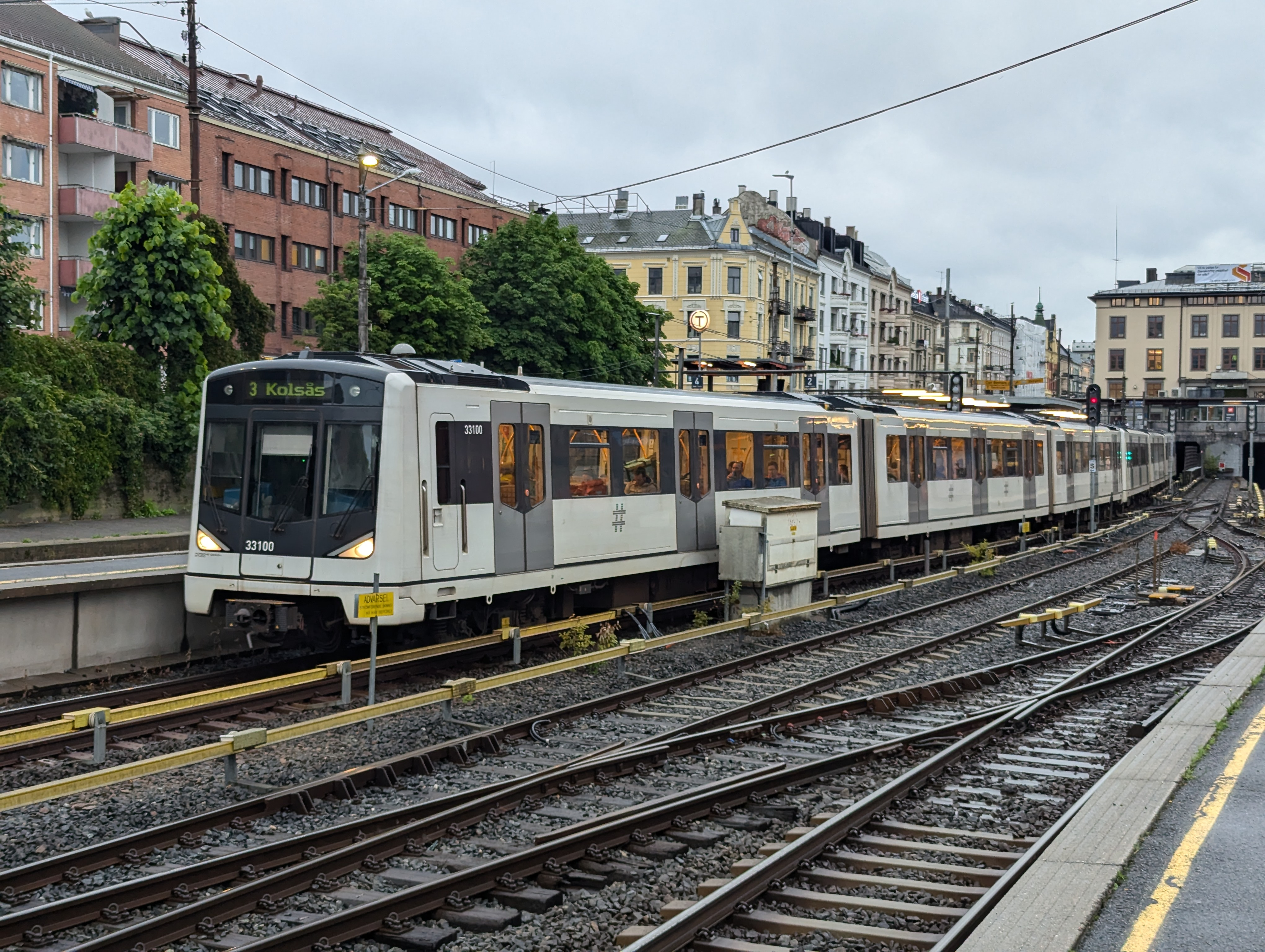
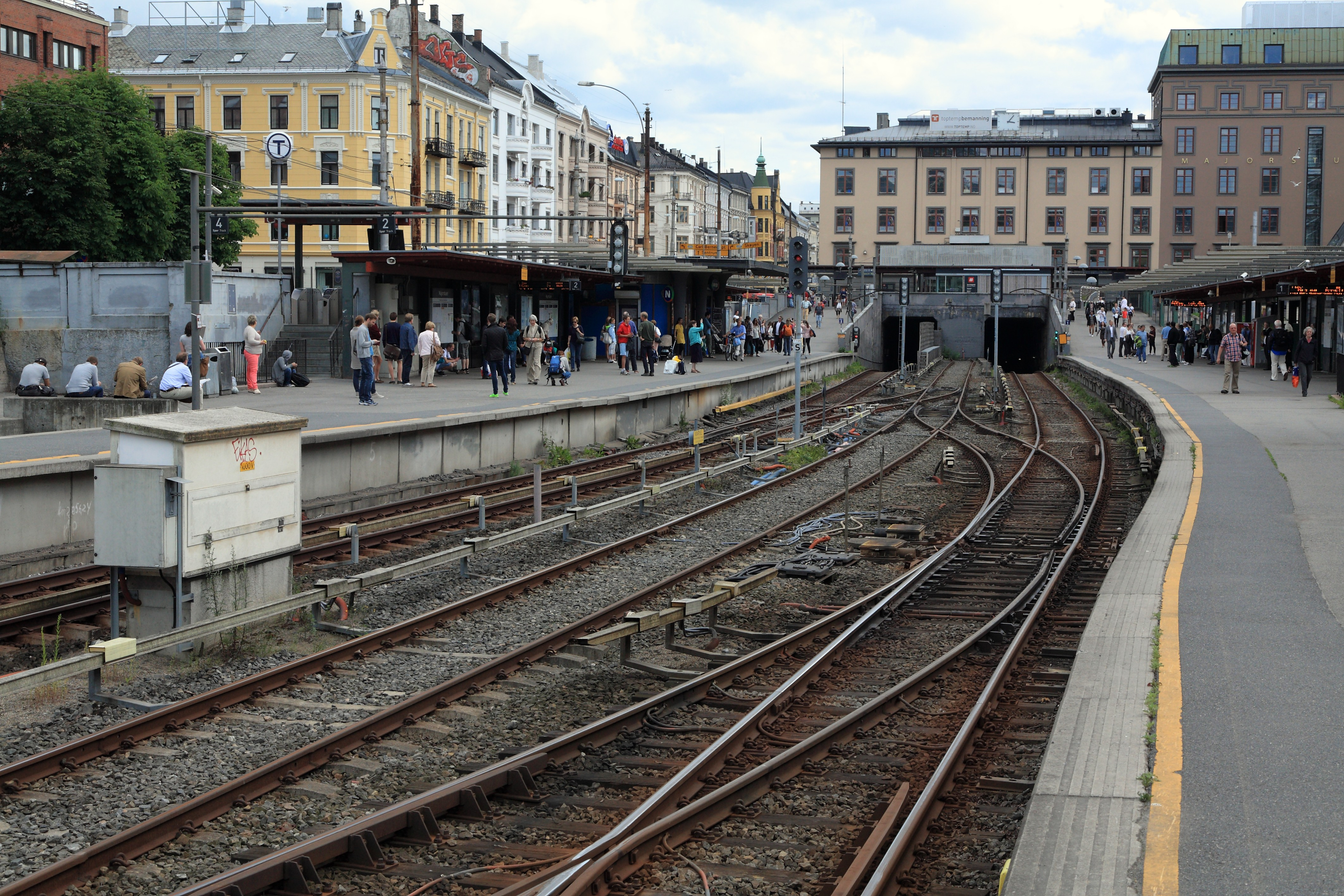
Majorstuen med tunnel
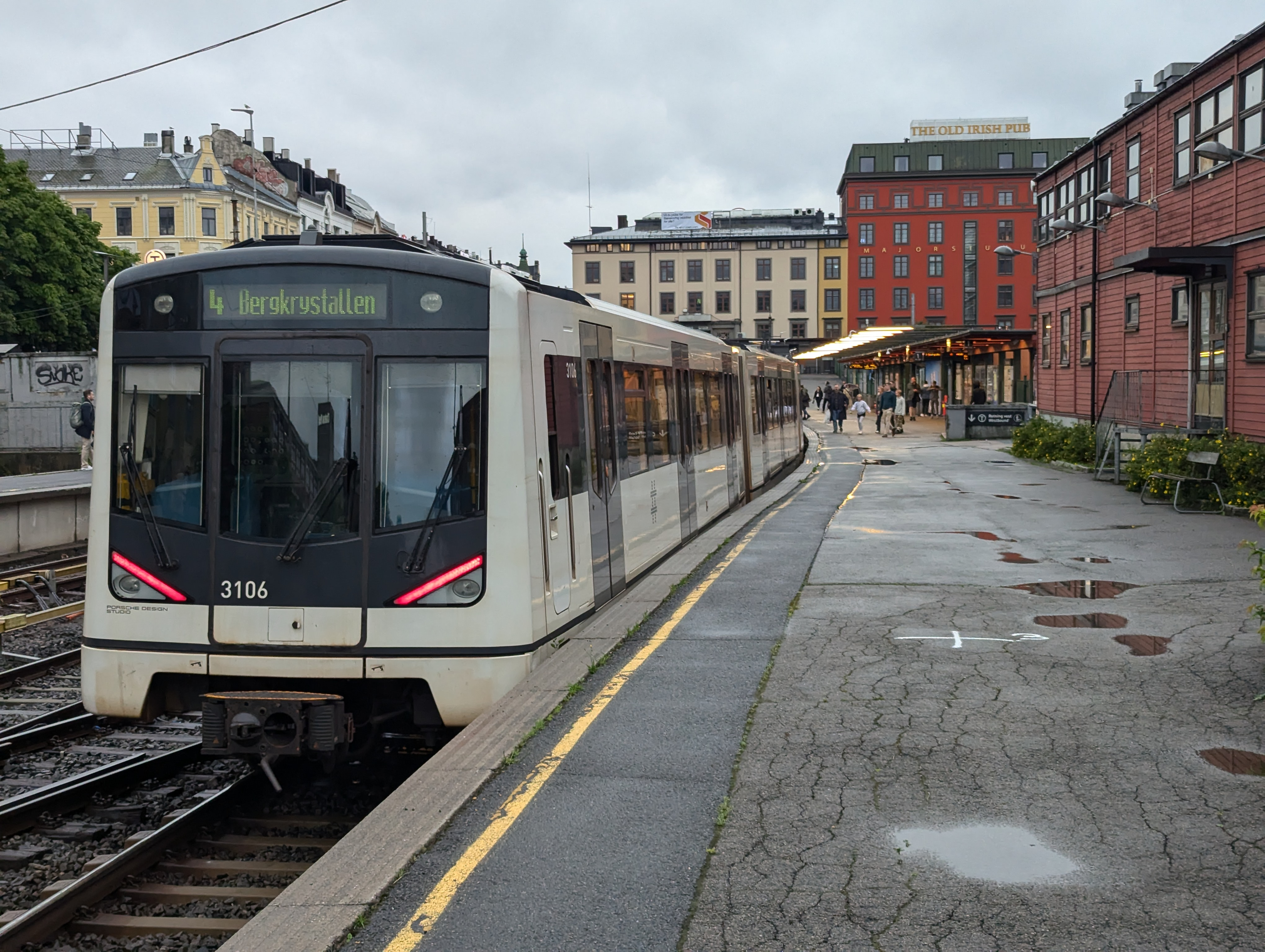